# تپه ده کن چوبلو
تپه ده کن چوبلو مربوط به دوره اسلامی قرن ۶ تا ۸ ه.ق است و در شهرستان تکاب، بخش تخت سلیمان، دهستان ساروق، روستای چوبلو واقع شده و این اثر در تاریخ ۳۰ دی ۱۳۸۵ با شمارهٔ ثبت ۱۶۷۹۲ به‌عنوان یکی از آثار ملی ایران به ثبت رسیده است.